# Leucula ablinearia
Leucula ablinearia là một loài bướm đêm trong họ Geometridae.